# Požár papírny v Harmanci
Požár papírny v Harmanci se odehrál dne 17. června 1988. Byl jedním ze symbolů konce komunistického režimu v Československu, ukázka problematičnosti centralizace tehdejšího hospodářství a problematické distribuce zboží a služeb v rámci socialistického hospodářství.
K požáru došlo dne na jaře 1988. Oheň zničil velkou část tehdejšího závodu, včetně výrobních linek na toaletní papír i jeho sklady.

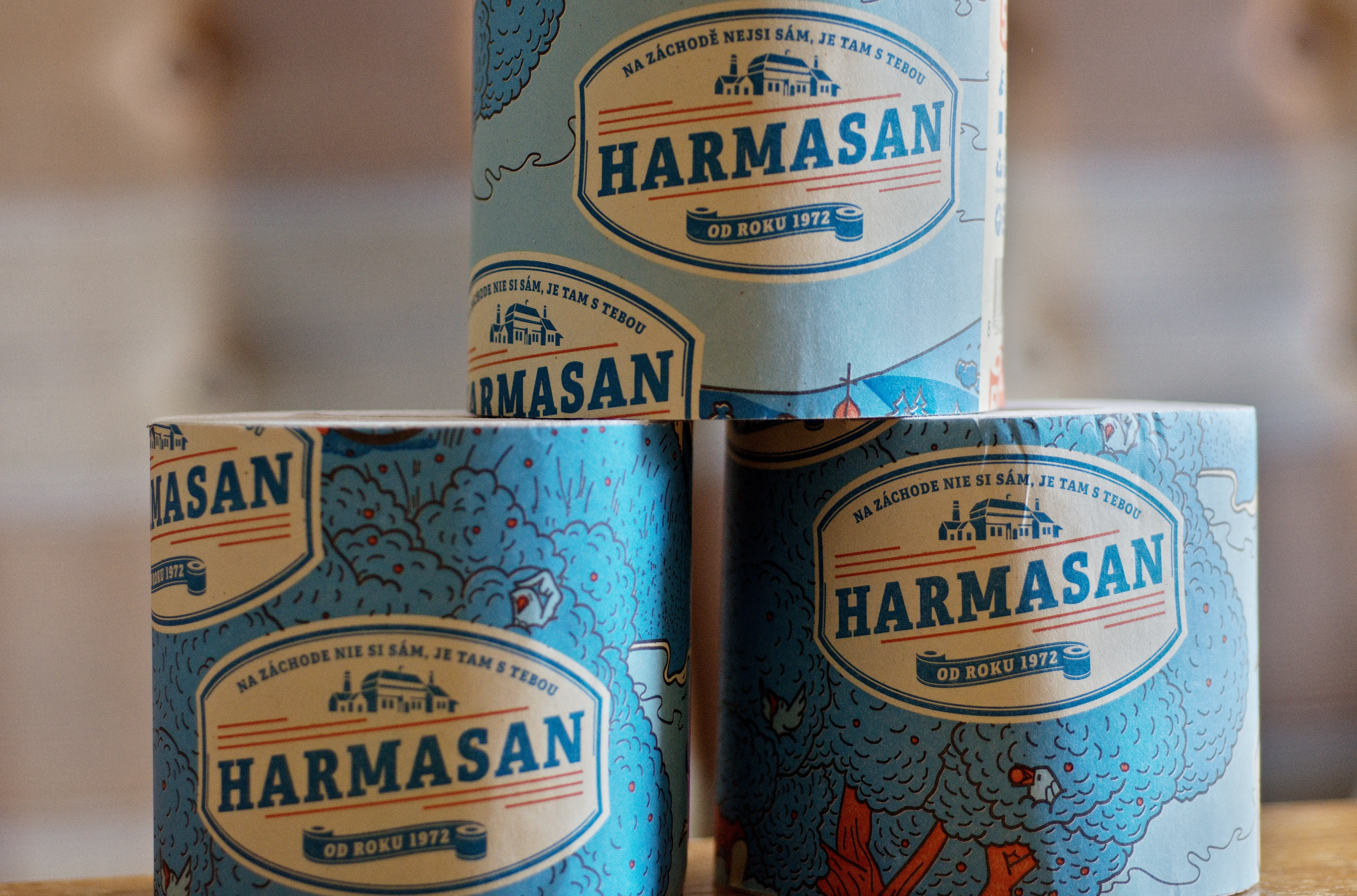
Toaletní papír Harmasan vyráběný v Harmanci

Vzhledem k tomu, že v rámci ČSSR byla výroba soustředěna téměř do tohoto jediného závodu, vedl požár k velkému nedostatku toaletního papíru v tehdejším Československu. Skutečnost způsobila nespokojenost obyvatelstva, to bylo navíc již znepokojené dlouhodobými nedostatky celé řady jiného zboží a služeb, včetně výpadků právě i v oblasti dodávek toaletního papíru. Závažnost požáru dokládá i fakt, že požár a jeho dopady projednával dne 17. června 1988 i Ústřední výbor komunistické strany Československa. Rozhodnuto bylo o výstavbě nových výrobních kapacit tak, aby bylo možné dosáhnout produkce 2,5 kg toaletního papíru na osobu a přiblížit se evropskému průměru spotřeby. Tíživý nedostatek papíru trval v ČSSR celkem tři týdny a plán obnovy výroby by nedokázal pokrýt tehdejší spotřebu ani v roce 1989. Dočasný výpadek v zásobování bylo rozhodnuto vyřešit dovozem z Rakouska a Čínské lidové republiky za devizy.